# Te cunosc de undeva!
Te cunosc de undeva! este versiunea românească a reality show-ului Your Face Sounds Familiar în care vedetele imită cântăreți celebri. Primul sezon a debutat pe data de 17 martie 2012, fiind difuzat pe postul de televiziune Antena 1 din România. Emisiunea este prezentată de către Pepe și Alina Pușcaș.

## Format
Emisiunea  constă în provocarea unor celebrități de a interpreta diferiți artiști muzicali săptămânal, aleși de către o "ruletă". Artiștii sunt apoi notați de către juriu. 
Fiecare celebritate "se transformă" în alt artist în fiecare săptămână și interpretează o piesă muzicală, de asemenea acesta trebuie să și interpreteze dansul artistului respectiv. "Ruleta" poate să aleagă orice artist tânăr sau bătrân sau chiar un artist de sex opus sau decedat.

### Jurizare
Concurenții primesc puncte de la juriu și de la concurenți, pe baza interpretării piesei muzicale și a dansului.
După interpretarea tuturor concurenților, juriul acordă puncte, nota maximă fiind 12 (maximul posibil este de 48) puncte, în timp ce concurenții acordă câte 5 puncte artistului.(iar maximul total de puncte fiind de 88 puncte).
Concurentul cu cel mai mare punctaj, la finalul ediției, câștigă și primește 1000 de euro pentru a fi donat. La finalul sezonului, celebritatea câștigătoare va primi 15.000 de euro.

## Distribuție

### Prezentatori și juriu
Legendă:
| Prezentator | Jurat |

| Alina Pușcaș     |
| Cosmin Seleși    |
| Andrei Aradits   |
| Andreea Bălan    |
| Ozana Barabancea |
| Aurelian Temișan |
| Pepe             |
| Delia            |
| Monica Anghel    |
| Horia Brenciu    |
| Cristi Iacob     |
| Mihai Petre      |
| Ilona Brezoianu  |

### Concurenți
Un total de 33 de concurenți au participat în concurs: 2 artiști au participat în două sezoane, 5 artiști în trei sezoane și  Maria Buză în patru.
Ariștii marcați cu fontul Bold indică faptul că participă în sezonul curent.
| Concurent |

| Nume                                | Sezoane | Sezoane | Sezoane | Sezoane | Sezoane | Sezoane | Sezoane | Sezoane | Sezoane | Sezoane | Sezoane | Sezoane | Sezoane | Sezoane | Sezoane | Sezoane | Sezoane | Sezoane | Sezoane | Sezoane | Sezoane | Sezoane | Sezoane | Sezoane | Sezoane | Sezoane | Sezoane | Sezoane | Sezoane | Sezoane | Sezoane |
| Nume                                | 1       | 2       | 3       | 4       | 5       | 6       | 7       | 8       | 9       | 10      | 11      | 12      | 13      | 14      | 15      | 16      | 17      | 18      | 19      | 20      |         |         |         |         |         |         |         |         |         |         |         |
| ----------------------------------- | ------- | ------- | ------- | ------- | ------- | ------- | ------- | ------- | ------- | ------- | ------- | ------- | ------- | ------- | ------- | ------- | ------- | ------- | ------- | ------- | ------- | ------- | ------- | ------- | ------- | ------- | ------- | ------- | ------- | ------- | ------- |
| Ada & Cornel Palade                 |         |         |         |         |         |         |         |         |         |         |         |         |         |         |         |         |         |         |         |         |         |         |         |         |         |         |         |         |         |         |         |
| Adda                                |         |         |         |         |         |         |         |         |         |         |         |         |         |         |         |         |         |         |         |         |         |         |         |         |         |         |         |         |         |         |         |
| Adina Răducan                       |         |         |         |         |         |         |         |         |         |         |         |         |         |         |         |         |         |         |         |         |         |         |         |         |         |         |         |         |         |         |         |
| Adrian Enache                       |         |         |         |         |         |         |         |         |         |         |         |         |         |         |         |         |         |         |         |         |         |         |         |         |         |         |         |         |         |         |         |
| Adriana Trandafir                   |         |         |         |         |         |         |         |         |         |         |         |         |         |         |         |         |         |         |         |         |         |         |         |         |         |         |         |         |         |         |         |
| Alb Negru                           |         |         |         |         |         |         |         |         |         |         |         |         |         |         |         |         |         |         |         |         |         |         |         |         |         |         |         |         |         |         |         |
| Alin Pascal                         |         |         |         |         |         |         |         |         |         |         |         |         |         |         |         |         |         |         |         |         |         |         |         |         |         |         |         |         |         |         |         |
| Alex Mațaev                         |         |         |         |         |         |         |         |         |         |         |         |         |         |         |         |         |         |         |         |         |         |         |         |         |         |         |         |         |         |         |         |
| Alexandra Velniciuc                 |         |         |         |         |         |         |         |         |         |         |         |         |         |         |         |         |         |         |         |         |         |         |         |         |         |         |         |         |         |         |         |
| Ana Baniciu                         |         |         |         |         |         |         |         |         |         |         |         |         |         |         |         |         |         |         |         |         |         |         |         |         |         |         |         |         |         |         |         |
| Anisia Gafton                       |         |         |         |         |         |         |         |         |         |         |         |         |         |         |         |         |         |         |         |         |         |         |         |         |         |         |         |         |         |         |         |
| Alex Anghel                         |         |         |         |         |         |         |         |         |         |         |         |         |         |         |         |         |         |         |         |         |         |         |         |         |         |         |         |         |         |         |         |
| Alex Vasilache                      |         |         |         |         |         |         |         |         |         |         |         |         |         |         |         |         |         |         |         |         |         |         |         |         |         |         |         |         |         |         |         |
| Alex Velea                          |         |         |         |         |         |         |         |         |         |         |         |         |         |         |         |         |         |         |         |         |         |         |         |         |         |         |         |         |         |         |         |
| Alin Gheorghișan                    |         |         |         |         |         |         |         |         |         |         |         |         |         |         |         |         |         |         |         |         |         |         |         |         |         |         |         |         |         |         |         |
| Alina Eremia                        |         |         |         |         |         |         |         |         |         |         |         |         |         |         |         |         |         |         |         |         |         |         |         |         |         |         |         |         |         |         |         |
| Ami                                 |         |         |         |         |         |         |         |         |         |         |         |         |         |         |         |         |         |         |         |         |         |         |         |         |         |         |         |         |         |         |         |
| Amna                                |         |         |         |         |         |         |         |         |         |         |         |         |         |         |         |         |         |         |         |         |         |         |         |         |         |         |         |         |         |         |         |
| Anca Țurcașiu                       |         |         |         |         |         |         |         |         |         |         |         |         |         |         |         |         |         |         |         |         |         |         |         |         |         |         |         |         |         |         |         |
| Anda Adam                           |         |         |         |         |         |         |         |         |         |         |         |         |         |         |         |         |         |         |         |         |         |         |         |         |         |         |         |         |         |         |         |
| Andreea Antonescu                   |         |         |         |         |         |         |         |         |         |         |         |         |         |         |         |         |         |         |         |         |         |         |         |         |         |         |         |         |         |         |         |
| Andreea Bănică                      |         |         |         |         |         |         |         |         |         |         |         |         |         |         |         |         |         |         |         |         |         |         |         |         |         |         |         |         |         |         |         |
| Andrei Ștefănescu                   |         |         |         |         |         |         |         |         |         |         |         |         |         |         |         |         |         |         |         |         |         |         |         |         |         |         |         |         |         |         |         |
| Bambi                               |         |         |         |         |         |         |         |         |         |         |         |         |         |         |         |         |         |         |         |         |         |         |         |         |         |         |         |         |         |         |         |
| Barbara Isasi                       |         |         |         |         |         |         |         |         |         |         |         |         |         |         |         |         |         |         |         |         |         |         |         |         |         |         |         |         |         |         |         |
| Bella Santiago                      |         |         |         |         |         |         |         |         |         |         |         |         |         |         |         |         |         |         |         |         |         |         |         |         |         |         |         |         |         |         |         |
| Bianca Sârbu                        |         |         |         |         |         |         |         |         |         |         |         |         |         |         |         |         |         |         |         |         |         |         |         |         |         |         |         |         |         |         |         |
| Biu Marquetti                       |         |         |         |         |         |         |         |         |         |         |         |         |         |         |         |         |         |         |         |         |         |         |         |         |         |         |         |         |         |         |         |
| Carmen Simionescu                   |         |         |         |         |         |         |         |         |         |         |         |         |         |         |         |         |         |         |         |         |         |         |         |         |         |         |         |         |         |         |         |
| Carmen Rădulescu                    |         |         |         |         |         |         |         |         |         |         |         |         |         |         |         |         |         |         |         |         |         |         |         |         |         |         |         |         |         |         |         |
| Cezar Ouatu                         |         |         |         |         |         |         |         |         |         |         |         |         |         |         |         |         |         |         |         |         |         |         |         |         |         |         |         |         |         |         |         |
| Clauda Pătrașcanu                   |         |         |         |         |         |         |         |         |         |         |         |         |         |         |         |         |         |         |         |         |         |         |         |         |         |         |         |         |         |         |         |
| CRBL                                |         |         |         |         |         |         |         |         |         |         |         |         |         |         |         |         |         |         |         |         |         |         |         |         |         |         |         |         |         |         |         |
| Connect-R                           |         |         |         |         |         |         |         |         |         |         |         |         |         |         |         |         |         |         |         |         |         |         |         |         |         |         |         |         |         |         |         |
| Cuza                                |         |         |         |         |         |         |         |         |         |         |         |         |         |         |         |         |         |         |         |         |         |         |         |         |         |         |         |         |         |         |         |
| Dalma Kovács                        |         |         |         |         |         |         |         |         |         |         |         |         |         |         |         |         |         |         |         |         |         |         |         |         |         |         |         |         |         |         |         |
| Dan Helciug                         |         |         |         |         |         |         |         |         |         |         |         |         |         |         |         |         |         |         |         |         |         |         |         |         |         |         |         |         |         |         |         |
| Daniel Iordăchioaie                 |         |         |         |         |         |         |         |         |         |         |         |         |         |         |         |         |         |         |         |         |         |         |         |         |         |         |         |         |         |         |         |
| Daniel Max Dragomir                 |         |         |         |         |         |         |         |         |         |         |         |         |         |         |         |         |         |         |         |         |         |         |         |         |         |         |         |         |         |         |         |
| Delia                               |         |         |         |         |         |         |         |         |         |         |         |         |         |         |         |         |         |         |         |         |         |         |         |         |         |         |         |         |         |         |         |
| Diana Matei                         |         |         |         |         |         |         |         |         |         |         |         |         |         |         |         |         |         |         |         |         |         |         |         |         |         |         |         |         |         |         |         |
| Doru Todoruț                        |         |         |         |         |         |         |         |         |         |         |         |         |         |         |         |         |         |         |         |         |         |         |         |         |         |         |         |         |         |         |         |
| Dima Trofim                         |         |         |         |         |         |         |         |         |         |         |         |         |         |         |         |         |         |         |         |         |         |         |         |         |         |         |         |         |         |         |         |
| Dorian Popa                         |         |         |         |         |         |         |         |         |         |         |         |         |         |         |         |         |         |         |         |         |         |         |         |         |         |         |         |         |         |         |         |
| Ellie White                         |         |         |         |         |         |         |         |         |         |         |         |         |         |         |         |         |         |         |         |         |         |         |         |         |         |         |         |         |         |         |         |
| Elena Ionescu                       |         |         |         |         |         |         |         |         |         |         |         |         |         |         |         |         |         |         |         |         |         |         |         |         |         |         |         |         |         |         |         |
| Feli Donose                         |         |         |         |         |         |         |         |         |         |         |         |         |         |         |         |         |         |         |         |         |         |         |         |         |         |         |         |         |         |         |         |
| Florin Ristei                       |         |         |         |         |         |         |         |         |         |         |         |         |         |         |         |         |         |         |         |         |         |         |         |         |         |         |         |         |         |         |         |
| Grigore Gherman                     |         |         |         |         |         |         |         |         |         |         |         |         |         |         |         |         |         |         |         |         |         |         |         |         |         |         |         |         |         |         |         |
| Iulian Vasile                       |         |         |         |         |         |         |         |         |         |         |         |         |         |         |         |         |         |         |         |         |         |         |         |         |         |         |         |         |         |         |         |
| Jean de la Craiova                  |         |         |         |         |         |         |         |         |         |         |         |         |         |         |         |         |         |         |         |         |         |         |         |         |         |         |         |         |         |         |         |
| JO                                  |         |         |         |         |         |         |         |         |         |         |         |         |         |         |         |         |         |         |         |         |         |         |         |         |         |         |         |         |         |         |         |
| Jojo                                |         |         |         |         |         |         |         |         |         |         |         |         |         |         |         |         |         |         |         |         |         |         |         |         |         |         |         |         |         |         |         |
| Jorge                               |         |         |         |         |         |         |         |         |         |         |         |         |         |         |         |         |         |         |         |         |         |         |         |         |         |         |         |         |         |         |         |
| Julia Jianu                         |         |         |         |         |         |         |         |         |         |         |         |         |         |         |         |         |         |         |         |         |         |         |         |         |         |         |         |         |         |         |         |
| Julie Mayaya                        |         |         |         |         |         |         |         |         |         |         |         |         |         |         |         |         |         |         |         |         |         |         |         |         |         |         |         |         |         |         |         |
| Lavinia Pârva                       |         |         |         |         |         |         |         |         |         |         |         |         |         |         |         |         |         |         |         |         |         |         |         |         |         |         |         |         |         |         |         |
| Lidia Buble                         |         |         |         |         |         |         |         |         |         |         |         |         |         |         |         |         |         |         |         |         |         |         |         |         |         |         |         |         |         |         |         |
| Liviu Teodorescu                    |         |         |         |         |         |         |         |         |         |         |         |         |         |         |         |         |         |         |         |         |         |         |         |         |         |         |         |         |         |         |         |
| Liviu Vârciu                        |         |         |         |         |         |         |         |         |         |         |         |         |         |         |         |         |         |         |         |         |         |         |         |         |         |         |         |         |         |         |         |
| Lora                                |         |         |         |         |         |         |         |         |         |         |         |         |         |         |         |         |         |         |         |         |         |         |         |         |         |         |         |         |         |         |         |
| Lucian Ionescu                      |         |         |         |         |         |         |         |         |         |         |         |         |         |         |         |         |         |         |         |         |         |         |         |         |         |         |         |         |         |         |         |
| Marcel Pavel                        |         |         |         |         |         |         |         |         |         |         |         |         |         |         |         |         |         |         |         |         |         |         |         |         |         |         |         |         |         |         |         |
| Maria Buză                          |         |         |         |         |         |         |         |         |         |         |         |         |         |         |         |         |         |         |         |         |         |         |         |         |         |         |         |         |         |         |         |
| Marian Niculae                      |         |         |         |         |         |         |         |         |         |         |         |         |         |         |         |         |         |         |         |         |         |         |         |         |         |         |         |         |         |         |         |
| Matteo                              |         |         |         |         |         |         |         |         |         |         |         |         |         |         |         |         |         |         |         |         |         |         |         |         |         |         |         |         |         |         |         |
| Mike Diamondz                       |         |         |         |         |         |         |         |         |         |         |         |         |         |         |         |         |         |         |         |         |         |         |         |         |         |         |         |         |         |         |         |
| Mihai Trăistariu                    |         |         |         |         |         |         |         |         |         |         |         |         |         |         |         |         |         |         |         |         |         |         |         |         |         |         |         |         |         |         |         |
| Misha                               |         |         |         |         |         |         |         |         |         |         |         |         |         |         |         |         |         |         |         |         |         |         |         |         |         |         |         |         |         |         |         |
| Monica Anghel                       |         |         |         |         |         |         |         |         |         |         |         |         |         |         |         |         |         |         |         |         |         |         |         |         |         |         |         |         |         |         |         |
| Nadir Tamuz                         |         |         |         |         |         |         |         |         |         |         |         |         |         |         |         |         |         |         |         |         |         |         |         |         |         |         |         |         |         |         |         |
| Nico                                |         |         |         |         |         |         |         |         |         |         |         |         |         |         |         |         |         |         |         |         |         |         |         |         |         |         |         |         |         |         |         |
| Nicole Cherry                       |         |         |         |         |         |         |         |         |         |         |         |         |         |         |         |         |         |         |         |         |         |         |         |         |         |         |         |         |         |         |         |
| Nicoleta Nucă                       |         |         |         |         |         |         |         |         |         |         |         |         |         |         |         |         |         |         |         |         |         |         |         |         |         |         |         |         |         |         |         |
| Oana Sârbu                          |         |         |         |         |         |         |         |         |         |         |         |         |         |         |         |         |         |         |         |         |         |         |         |         |         |         |         |         |         |         |         |
| Paula Chirilă                       |         |         |         |         |         |         |         |         |         |         |         |         |         |         |         |         |         |         |         |         |         |         |         |         |         |         |         |         |         |         |         |
| Pepe                                |         |         |         |         |         |         |         |         |         |         |         |         |         |         |         |         |         |         |         |         |         |         |         |         |         |         |         |         |         |         |         |
| Raluka                              |         |         |         |         |         |         |         |         |         |         |         |         |         |         |         |         |         |         |         |         |         |         |         |         |         |         |         |         |         |         |         |
| Ramona Bădescu                      |         |         |         |         |         |         |         |         |         |         |         |         |         |         |         |         |         |         |         |         |         |         |         |         |         |         |         |         |         |         |         |
| Rareș Dragomir                      |         |         |         |         |         |         |         |         |         |         |         |         |         |         |         |         |         |         |         |         |         |         |         |         |         |         |         |         |         |         |         |
| Romică Țociu                        |         |         |         |         |         |         |         |         |         |         |         |         |         |         |         |         |         |         |         |         |         |         |         |         |         |         |         |         |         |         |         |
| Rona Hartner                        |         |         |         |         |         |         |         |         |         |         |         |         |         |         |         |         |         |         |         |         |         |         |         |         |         |         |         |         |         |         |         |
| Ruby                                |         |         |         |         |         |         |         |         |         |         |         |         |         |         |         |         |         |         |         |         |         |         |         |         |         |         |         |         |         |         |         |
| Sebastian Muntean                   |         |         |         |         |         |         |         |         |         |         |         |         |         |         |         |         |         |         |         |         |         |         |         |         |         |         |         |         |         |         |         |
| Simona Nae                          |         |         |         |         |         |         |         |         |         |         |         |         |         |         |         |         |         |         |         |         |         |         |         |         |         |         |         |         |         |         |         |
| Sonny Flame                         |         |         |         |         |         |         |         |         |         |         |         |         |         |         |         |         |         |         |         |         |         |         |         |         |         |         |         |         |         |         |         |
| Sore Mihalache                      |         |         |         |         |         |         |         |         |         |         |         |         |         |         |         |         |         |         |         |         |         |         |         |         |         |         |         |         |         |         |         |
| Sorana Darclee                      |         |         |         |         |         |         |         |         |         |         |         |         |         |         |         |         |         |         |         |         |         |         |         |         |         |         |         |         |         |         |         |
| Șerban Copoț                        |         |         |         |         |         |         |         |         |         |         |         |         |         |         |         |         |         |         |         |         |         |         |         |         |         |         |         |         |         |         |         |
| Tania Popa                          |         |         |         |         |         |         |         |         |         |         |         |         |         |         |         |         |         |         |         |         |         |         |         |         |         |         |         |         |         |         |         |
| Tavi Clonda                         |         |         |         |         |         |         |         |         |         |         |         |         |         |         |         |         |         |         |         |         |         |         |         |         |         |         |         |         |         |         |         |
| Theo Rose                           |         |         |         |         |         |         |         |         |         |         |         |         |         |         |         |         |         |         |         |         |         |         |         |         |         |         |         |         |         |         |         |
| Toto Dumitrescu                     |         |         |         |         |         |         |         |         |         |         |         |         |         |         |         |         |         |         |         |         |         |         |         |         |         |         |         |         |         |         |         |
| Viorica și Margherita de la Clejani |         |         |         |         |         |         |         |         |         |         |         |         |         |         |         |         |         |         |         |         |         |         |         |         |         |         |         |         |         |         |         |

## Sezoane
| Sezon | Difuzare                               | Locul I                          | Locul II                         | Locul III                      | Locul IV                         | Locul V            |
| ----- | -------------------------------------- | -------------------------------- | -------------------------------- | ------------------------------ | -------------------------------- | ------------------ |
| 1     | 17 martie 2012 - 26 mai 2012           | CRBL                             | Lora                             | Delia                          | Jorge                            |                    |
| 2     | 15 septembrie 2012 - 1 decembrie 2012  | Jorge                            | Lora                             | Adrian Enache                  | Maria Buza                       |                    |
| 3     | 16 februarie 2013 - 11 mai 2013        | Pepe                             | Simona Nae                       | Șerban Copoț                   | Rona Hartner                     |                    |
| 4     | 7 septembrie 2013 - 11 decembrie 2013  | Pepe                             | Maria Buză                       | Jean de la Craiova             | Anda Adam                        |                    |
| 5     | 15 februarie 2014 - 17 mai 2014        | Alex Velea                       | Doru Todoruț Florin Ristei       | Andreea Bănică                 | Raluka                           |                    |
| 6     | 13 septembrie 2014 - 20 decembrie 2014 | Maria Buză                       | Pepe                             | Jorge                          | Rona Hartner                     |                    |
| 7     | 14 februarie 2015 - 16 mai 2015        | Cezar Ouatu                      | Alina Eremia                     | Alb Negru                      | Daniel Iordăchiaoie              |                    |
| 8     | 12 septembrie 2015 - 26 decembrie 2015 | Florin Ristei                    | Șerban Copoț                     | Tania Popa                     | Cezar Ouatu                      | Nadir Tamuz        |
| 9     | 13 februarie 2016 - 28 mai 2016        | Liviu Teodorescu                 | Andrei Ștefănescu Liviu Vârciu   | Theo Rose                      | Feli Donose                      | Jorge              |
| 10    | 11 septembrie 2016 - 24 decembrie 2016 | Șerban Copoț                     | Adina Răducan                    | Lucian Ionescu                 | Maria Buză Pepe                  | Nico               |
| 11    | 18 februarie 2017 - 3 iunie 2017       | Andrei Ștefănescu Liviu Vârciu   | Sore                             | Biu Marquetti                  | Max Dragomir                     | Alex Vasilache     |
| 12    | 9 septembrie - 16 decembrie 2017       | Alin Pascal                      | Cezar Ouatu                      | Julie Mayaya                   | Adriana Trandafir                | Lidia Buble        |
| 13    | 8 septembrie 2018 - 15 decembrie 2018  | Barbara Isasi                    | Mihai Trăistariu                 | Connect-R                      | Ana Baniciu Raluka               | Romică Țociu       |
| 14    | 7 septembrie 2019 - 21 decembrie 2019  | Bella Santiago                   | Șerban Copoț & Cezar Ouatu       | Diana Matei                    | Alex & Monica Anghel             |                    |
| 15    | 12 septembrie 2020 - 19 decembrie 2020 | Ami                              | Adriana Trandafir & Romică Țociu | Monica Anghel & Marcel Pavel   | Liviu Vârciu & Andrei Ștefănescu |                    |
| 16    | 6 februarie 2021 - 15 mai 2021         | Adriana Trandafir & Romică Țociu | Pepe                             | Ana Baniciu & Raluka           | Liviu Vârciu & Andrei Ștefănescu | Radu Ștefan Bănică |
| 17    | 30 aprilie 2022 - 9 iulie 2022         | Emi & Cuza                       | Ilona Brezoianu & Florin Ristei  | Alexia Țalavutis & Dima Trofim | Romică Țociu & Carmen Chindriș   |                    |
| 18    | 10 septembrie 2022 - 17 decembrie 2022 | Andrei Ursu & Emilian            | Liviu Teodorescu & Jo            | Connect-R & Shift              | Emi & Cuza                       |                    |
| 19    | 1 aprilie 2023 - 24 iunie 2023         | Andrei Ursu & Emilian            | CRBL & Radu Țibulcă              | Nicole Cherry & Juno           | Adda & Radu Bucălae              | Cristina & Damian  |
| 20    | 17 februarie 2024 - 25 mai 2024        | Ilona Brezoianu & Florin RIstei  | Connect-R & Shift                | Emi & Cuza                     | JO & Liviu Teodorescu            |                    |
| 21    | 15 februarie 2025 - 24 mai 2025        | Cristian Porcari & Mark Stam     | TBA                              | TBA                            | TBA                              | TBA                |

## Finaliști

### Sezonul 1
| 1    | 2    | 3     | 4     |
| ---- | ---- | ----- | ----- |
| CRBL | Lora | Delia | Jorge |

### Sezonul 2
| 1     | 2    | 3             | 4          |
| ----- | ---- | ------------- | ---------- |
| Jorge | Lora | Adrian Enache | Maria Buza |

### Sezonul 3
| 1    | 2          | 3            | 4            |
| ---- | ---------- | ------------ | ------------ |
| Pepe | Simona Nae | Serban Copot | Rona Hartner |

### Sezonul 4
| 1    | 2          | 3                  | 4         |
| ---- | ---------- | ------------------ | --------- |
| Pepe | Maria Buza | Jean de la Craiova | Anda Adam |

### Sezonul 5
| 1          | 2                            | 3              | 4      |
| ---------- | ---------------------------- | -------------- | ------ |
| Alex Velea | Florin Ristei & Doru Todorut | Andreea Banica | Raluka |

### Sezonul 6
| 1          | 2    | 3     | 4            | 5    |
| ---------- | ---- | ----- | ------------ | ---- |
| Maria Buza | Pepe | Jorge | Rona Hartner | Lora |

### Sezonul 7
| 1           | 2            | 3           | 4                   |
| ----------- | ------------ | ----------- | ------------------- |
| Cezar Ouatu | Alina Eremia | Alb & Negru | Daniel Iordachioaie |

### Sezonul 8
| 1             | 2            | 3          | 4           | 5           |
| ------------- | ------------ | ---------- | ----------- | ----------- |
| Florin Ristei | Serban Copot | Tania Popa | Cezar Ouatu | Nadir Tamuz |

### Sezonul 9
| 1                | 2              | 3         | 4           | 5      |
| ---------------- | -------------- | --------- | ----------- | ------ |
| Liviu Teodorescu | Liviu & Andrei | Theo Rose | Feli Donose | Geørge |

### Sezonul 10
| 1            | 2             | 3              | 4                 | 5    |
| ------------ | ------------- | -------------- | ----------------- | ---- |
| Serban Copot | Adina Raducan | Lucian Ionescu | Maria Buza & Pepe | Nico |

### Sezonul 11
| 1             | 2    | 3             | 4            | 5              |
| ------------- | ---- | ------------- | ------------ | -------------- |
| Liviu& Andrei | Sore | Biu Marquetti | Max Dragomir | Alex Vasilache |

### Sezonul 12
| 1           | 2           | 3            | 4                 | 5           |
| ----------- | ----------- | ------------ | ----------------- | ----------- |
| Alin Pascal | Cezar Ouatu | Julie Mayaya | Adriana Trandafir | Lidia Buble |

### Sezonul 13
| 1                                      | 2                | 3         | 4                    | 5            |
| -------------------------------------- | ---------------- | --------- | -------------------- | ------------ |
| Barbara Salas Isasi (solistă Mandinga) | Mihai Trăistariu | Connect-R | Ana Baniciu & Raluka | Romică Țociu |

### Sezonul 14
| 1              | 2                          | 3           | 4                    |
| -------------- | -------------------------- | ----------- | -------------------- |
| Bella Santiago | Șerban Copoț & Cezar Ouatu | Diana Matei | Alex & Monica Anghel |

### Sezonul 15
| 1   | 2                                | 3                            | 4                                |
| --- | -------------------------------- | ---------------------------- | -------------------------------- |
| Ami | Adriana Trandafir & Romică Țociu | Monica Anghel & Marcel Pavel | Liviu Vârciu & Andrei Ștefănescu |

### Sezonul 16
| 1                                | 2    | 3                    | 4                                | 5                  |
| -------------------------------- | ---- | -------------------- | -------------------------------- | ------------------ |
| Adriana Trandafir & Romică Țociu | Pepe | Raluka & Ana Baniciu | Liviu Vârciu & Andrei Ștefănescu | Radu-Ștefan Bănică |

### Sezonul 17
| 1          | 2                               | 3                              | 4                              |
| ---------- | ------------------------------- | ------------------------------ | ------------------------------ |
| Emi & Cuza | Ilona Brezoianu & Florin Ristei | Alexia Țalavutis & Dima Trofim | Romică Țociu & Carmen Chindriș |

### Sezonul 18
| 1                     | 2          | 3                 | 4          |
| --------------------- | ---------- | ----------------- | ---------- |
| Andrei Ursu & Emilian | Jo & Liviu | Connect-R & Shift | Emi & Cuza |

### Sezonul 19
Articol principal: Te cunosc de undeva! (Sezonul 19)
| 1                     | 2                   | 3                    | 4                   |
| --------------------- | ------------------- | -------------------- | ------------------- |
| Andrei Ursu & Emilian | CRBL & Radu Țibulcă | Nicole Cherry & Juno | Adda & Radu Bucălae |

### Sezonul 20
Articol principal: Te cunosc de undeva! (sezonul 20)
| 1                               | 2                 | 3          | 4                     |
| ------------------------------- | ----------------- | ---------- | --------------------- |
| Ilona Brezoianu & Florin Ristei | Connect-R & Shift | Emi & Cuza | JO & Liviu Teodorescu |

### Sezonul 21
Articol principal: Te cunosc de undeva! (sezonul 21)
| 1               | 2                 | 3             |
| --------------- | ----------------- | ------------- |
| Mark & Cristian | Cristina & Bianca | Ioana & Tudor |

## Premii și nominalizări
| Anul | Distincția                                                               | Rezultatul | Sursă  |
| ---- | ------------------------------------------------------------------------ | ---------- | ------ |
| 2012 | Premiile TVmania: „Cea mai bună emisiune de divertisment”                | Câștigat   | [ 7 ]  |
| 2013 | Premiile TVmania: „Cea mai bună emisiune de divertisment”                | Câștigat   | [ 8 ]  |
| 2014 | Premiile TVmania: „Cea mai bună emisiune de divertisment”                | Câștigat   | [ 9 ]  |
| 2016 | Premiile TV Mania Stars: „Cea mai performantă emisiune de divertisment ” | Câștigat   | [ 10 ] |